# Guy Ignolin
Guy Ignolin est un coureur cycliste français né le 14 novembre 1936 à Vernou-sur-Brenne et mort le 15 décembre 2011 à Lannion,. 
Professionnel de 1959 à 1967, il remporte trois étapes du Tour de France et deux étapes du Tour d'Espagne.
Il s'est établi dans le Trégor, en Bretagne. Une cyclosportive puis une gentleman organisée  à Perros-Guirec porte son nom. Les fonds sont reversés aux enfants malades en local.

## Palmarès
- 1957
  - Grand Prix d'Autry-le-Châtel
- 1958
  - Classement général de la Route de France
- 1960
  - Circuit d'Auvergne :
    - Classement général
    - 2e étape
- 1961
  - Circuit d'Auvergne :
    - Classement général
    - 1re étape

  - 10e étape du Tour de France
  - 3e du Championnat de France sur route
- 1962
  - Circuit d'Auvergne :
    - Classement général
    - 2e étape

  - Grand Prix de Fourmies :
    - Classement général
    - 1re et 2eb (contre-la-montre) étapes

- 1963
  - 11e et 14e étapes du Tour de France
  - 6e et 15e étapes du Tour d'Espagne
  - 2e du championnat de France sur route

- 1965
  - Tour du Morbihan :
    - Classement général
    - 1re, 2e et 3e étapes

  - Circuit de l'Aulne

- 1967
  - 1re étape du Tour de Picardie
  - 2e du Tour de Picardie
  - 2e du Tour du Morbihan
  - 3e du Circuit de l'Aulne

- 1968
  - Ruban granitier breton :
    - Classement général
    - 1rea (contre-la-montre par équipes) et 2eb étapes

- 1969
  - 5e étape du Circuit du Jura

## Résultats sur les grands tours

### Tour de France
4 participations 
- 1961 : 59e, vainqueur de la 10e étape
- 1962 : 78e
- 1963 : 37e, vainqueur des 11e et 14e étapes
- 1967 : hors délais (16e étape)

### Tour d'Espagne
3 participations 
- 1961 : abandon (14e étape)
- 1963 : 38e, vainqueur des 6e et 15e étapes, 3e du Grand Prix de la montagne
- 1965 : abandon (17e étape)

### Tour d'Italie
1 participation 
- 1964 : 74e